# Нито Синкагэ-рю
Нито Синкагэ-рю (яп. 二刀神影流 нито: синкагэ-рю:, «новая теневая школа двух мечей») — древняя школа кусаригамадзюцу и кэндзюцу, классическое боевое искусство Японии, основанная мастером по имени Тэрао Нобуюки. Особенностью стиля является использование двух кусаригама (по одной в каждой руке).

## История
Школа Нито Синкагэ-рю ведёт свои корни от Миямото Мусаси. Она была основана мастером по имени Тэрао Нобуюки (яп. 寺尾求馬助信行), вторым главой школы Нитэн Ити-рю.
Во второй половине 1800-х годов 3-м главой школы стал Мацумура Ёситака (яп. 松村義孝), родившийся в семье самурая из Кумамото. Он был известен мастерским владением техниками нагинатадзюцу, а также дзюдзюцу школы Сэкигути-рю.
Техники кусаригамадзюцу были разработаны и выделены в качестве основной программы обучения школы мастером Накао Итиро (яп. 中尾市郎) во времена эры Тайсё (1912—1926).
По состоянию на 2008 год школа входит в состав организации Нихон Кобудо Кёкай, а её 6-м сокэ является Осаму Симомура (яп. 島村　収).

## Генеалогия
1. Миямото Мусаси (яп. 宮本武蔵玄信);
2. Тэрао Нобуюки (яп. 寺尾求馬助信行);
3. Мацумура Ёситака (яп. 目松村義孝);
4. Накао Итиро (яп. 目中尾市郎);
5. Катада Сигэхиро (яп. 目堅田重博);
6. Осаму Симомура (яп. 島村収).